# Śmierć (dramat)
Śmierć (ros. Smiert' ) – dramat Vladimira Nabokova, opublikowany po raz pierwszy w dzienniku "Rul" w 1923.
Sztuka składa się z dwóch aktów i jest napisana białym wierszem. Akcja utworu dzieje się w 1806 w Cambridge i dotyczy problemu wygasania ludzkiej świadomości po śmierci.

## Treść
Bohater utworu, Edmund, kocha się w Stelli, żonie swojego mistrza i wykładowcy, Gonville’a. Kiedy dowiaduje się o śmierci Stelli prosi Gonville’a o pomoc w dokonaniu samobójstwa. Gonville podaje uczniowi truciznę.
Po jakimś czasie Edmund budzi się w tym samym pomieszczeniu i rozmawia ze swoim mistrzem, który przekonuje go, że to wszystko jest tylko halucynacją umierającego umysłu. Bohater opowiada o swojej miłości do Stelli, która nigdy nie znalazła spełnienia. Gonville informuje go, że jego żona wciąż żyje, nie podał też Edmundowi trucizny, a wszystko było tylko podstępem, mającym sprawdzić czy pomiędzy nim a Stellą kiedykolwiek do czegoś doszło. Edmund jednak mu nie wierzy, interpretując całą sytuację jako wytwór swojej wyobraźni, pośmiertne rojenia umysłu, który nie chce pożegnać się z życiem. Odbiorca dramatu nie może z całą pewnością wiedzieć, która z wersji wydarzeń jest prawdziwa.